# Aurora (Surinam)
Aurora es una villa en el distrito de Sipaliwini en Surinam. La villa se encuentra ubicada a orillas del río Surinam.
La escuela en Nieuw Aurora fue noticia en 2017 porque tuvo un nivel de graduación perfecto del 100 %.

## Laduani
Laduani, también escrito como Ladoani, es un pequeño pueblo al lado de Aurora. El centro de salud y el aeropuerto de Aurora se encuentran en Laduani.